# علي العطاس
علي العطاس (بالإندونيسية: Ali Alatas)‏ دبلوماسي إندونيسي، كان يشغل منصب وزير خارجية إندونيسيا من 1988 إلى 1999. وكان صاحب أطول فترة كوزير خارجية في إندونيسيا.

## التعليم والوظيفية المبكرة
تخرج العطاس من أكاديمية الخدمة الخارجية الإندونيسية في عام 1954 وحصل على شهادة الحقوق من جامعة إندونيسيا في عام 1956. التحق العطاس بالخدمة الخارجية الإندونيسية في عام 1954 وكان يبلغ من العمر 22 عامًا. شملت حياته المهنية المبكرة مهام في السفارة الإندونيسية في بانكوك تايلاند والسفارة في واشنطن العاصمة. تم تعيينه سفيرا لإندونيسيا لدى الأمم المتحدة في جنيف من 1975 إلى 1978، وكان أيضا سفيرا لدى الأمم المتحدة في نيويورك من 1982 إلى 1988.

## وزير للخارجية
عين وزيراً للخارجية في إندونيسيا من مارس 1988، حيث خدم ثلاث فترات في عهد إدارة سوهارتو السابقة ومرة واحدة تحت إدارة حبيبي في مايو 1998، دعا إلى التعاون الإقليمي ولعب دورًا مهمًا في صياغة ميثاق الآسيان ودستور المجموعة العشرة التي تضم مجموعة الشخصيات البارزة. كما توسط في مفاوضات السلام في العديد من المناطق الساخنة في جنوب شرق آسيا.
كان نجاحه الأكثر شهرة بدوره في المساعدة على التوسط في السلام في كمبوديا في عام 1991، والتي أنهت الحرب مع الخمير الحمر. كتبت صحيفة الجارديان: «قام العطاس بوساطة التسوية التاريخية لعام 1991 في مؤتمر باريس الدولي لإنهاء الحرب مع الخمير الحمر، على الرغم من أنه اضطر إلى مشاركة بعض المجد مع فرنسا»، وأضافت بأنه «أعظم انتصار».
قال نعيه من رويترز إن العطاس «كان شخصية محترمة على نطاق واسع في المنطقة، وتم في مرحلة ما أن يكون أمينًا عامًا محتملًا للأمم المتحدة»، لكن حياته المهنية الأخيرة «كانت مسكونة بعصر سوهارتو والاضطرابات في تيمور الشرقية». المستعمرة البرتغالية السابقة التي صوتت لصالح الاستقلال عن إندونيسيا في عام 1999. وروى العطاس دوره في الخلاف الدبلوماسي بشأن ضم إندونيسيا لتيمور الشرقية في عام 1975 والأحداث التي أدت إلى الاستقلال في كتاب بعنوان «الحصاة في الحذاء: الصراع الدبلوماسي من أجل تيمور الشرقية». جادل نعيه في صحيفة الغارديان بأن مذبحة عام 1991 ضد المتظاهرين المناهضين للإندونيسيين في مقبرة سانتا كروز في ديلي عاصمة تيمور الشرقية، منعت ألعطاس من تولي مسؤولية الأمم المتحدة. وكتبت صحيفة الجارديان «الغضب الدولي من الوفيات ربما كلف العطاس المنصب الأعلى للأمم المتحدة، والذي كان يترشح له في أواخر التسعينيات». «ورد أن سوهارتو اعترض على ترشيحه لأنه كان يعتقد أن الدور كان سيسلط الضوء على مثل هذه الانتهاكات». وصف الأطاس فيما بعد مذبحة سانتا كروز بأنها «نقطة تحول» لإندونيسيا في تيمور الشرقية.
في 30 مارس 1995 تم تعيينه ضابطًا فخريًا في وسام أستراليا، للعمل في العلاقات الأسترالية الإندونيسية. في عام 2003 تم تعيين العطاس كمبعوث خاص للأمم المتحدة إلى بورما. وصل إلى بورما في 18 أغسطس 2005 في زيارة لمدة ثلاثة أيام وطلب الإفراج عن أونغ سان سو كي. شغل العطاس منصب رئيس المجلس الاستشاري الرئاسي في إدارة يودويونو.

## الوفاة
في 11 ديسمبر 2008 توفي العطاس في الساعة 7.30 صباحًا، عن عمر يناهز 76 عامًا جراء نوبة قلبية في مستشفى ماونت إليزابيث في سنغافورة، وكانت زوجته وبناته الثلاث بجانب سريره.

## روابط خارجية
- علي العطاس على موقع إن إن دي بي (الإنجليزية)